# Universidad Europea de Lefka
La Universidad Europea de Lefka (en turco: Lefke Avrupa Üniversitesi) es una institución de educación superior, situada en el norte de la ciudad de Nicosia en el Distrito de Lefka, en la República Turca del Norte de Chipre con vistas a la bahía de Morphou. Fundada en 1989 por la Fundación de ciencias de Chipre, la Universidad abrió sus puertas en 1990 como un miembro de la Red de Universidades de los Balcanes, y ofrece 5 facultades, 5 programas de formación profesional, 28 programas de pregrado y 11 programas de posgrado, que son aprobados por el Consejo de Turquía de Educación Superior (YÖK). El campus universitario está a 45 minutos de la capital, Nicosia, a 60 minutos del aeropuerto de Ercan y la ciudad de Kyrenia y a 80 minutos de la ciudad de Famagusta.